# Monterotondo Marittimo
Monterotondo Marittimo település Olaszországban, Toszkána régióban, Grosseto megyében. Lakosainak száma 1283 fő (2023. január 1.). Monterotondo Marittimo Castelnuovo di Val di Cecina, Monteverdi Marittimo, Montieri, Suvereto, Massa Marittima és Pomarance községekkel határos.

## Népesség
A település lakossága az elmúlt években az alábbi módon változott:
| Lakosok száma | 1328 | 1313 | 1283 |
|               | 2017 | 2018 | 2023 |